# Zijin Mining
Zijin Mining ist ein chinesisches Unternehmen mit Firmensitz in Longyan.
Das Unternehmen ist im Bergbau tätig. Unter anderem werden Gold, Kupfer und Buntmetalle gefördert. Gegründet wurde das Unternehmen 2000.
Im September 2010 starben vier Bergleute in einer Mine von Zijin Mining, als dort ein Damm nach schweren Regenfällen gebrochen war.